# 路由和远程访问服务
路由和远程访问服务（Routing and Remote Access Services，簡稱RRAS）是微軟的Windows伺服器系統所提供的一個服務元件。這元件本來由Cisco編寫，並授權微軟在其產品中使用。
透過特別设置，可利用RRAS來設定VLAN，因為VLAN只是一個第三層的交换机。亦可當作VPN伺服器使用。亦可用來為網域內的浮動IP位置的連線提供路由服務。
現時有部份RRAS的数据包过滤服務已被个人防火墙所取代。

## 參看
- 路由表
- 路由协议
  - RIP
  - OSPF
- VPN
- 子网掩码
- 远程访问服务 (RAS)

## 外部連結
- 微軟中国—配置拨号远程访问服务器的逐步式指南 （页面存档备份，存于）